# Заједнички емитер
У електроници, појачало са заједничким емитером је једно од три основне топологије једностепеног биполарног транзистора , који се обично користи као појачавач напона . Нуди велико појачање струје (обично 200), средњи улазни отпор и висок излазни отпор. Излаз појачавача заједничког емитера је инвертован; тј. за улазни сигнал синусног таласа, излазни сигнал је ван фазе за 180 степени у односу на улаз. 
У овом колу, базни терминал транзистора служи као улаз, колектор је излаз, а емитер је заједнички за оба (на пример, може бити везан за референтну масу или са извором напајања), отуда и његово име. Аналогно ФЕТ коло је појачало са заједничким извором, а аналогно цевно коло је појачало са заједничком катодом .

## Дегенерација емитера
Појачала са заједничким емитером дају појачалу обрнути излаз и могу имати веома велико појачање које може увелико варирати од једног транзистора до другог. Појачање је јака функција и температуре и струје пристрасности, тако да је стварно појачање донекле непредвидиво. Стабилност је још један проблем повезан са таквим колима са високим појачањем због било какве ненамерне позитивне повратне информације која може бити присутна.
Други проблеми повезани са колом су низак улазни динамички опсег наметнут ограничењем малог сигнала ; постоји велико изобличење ако се ова граница прекорачи и транзистор престане да се понаша као његов модел малог сигнала. Један уобичајени начин за ублажавање ових проблема је дегенерација емитера . Ово се односи на додавање малог отпорника између емитера и заједничког извора сигнала (нпр. референтна маса или шина за напајање ). Ова импеданса {\displaystyle R_{\text{E}}} смањује укупну транскондуктивност {\displaystyle G_{m}=g_{m}} кола за фактор од {\displaystyle g_{m}R_{\text{E}}+1}, што чини појачање напона
{\displaystyle A_{\text{v}}\triangleq {\frac {v_{\text{out}}}{v_{\text{in}}}}={\frac {-g_{m}R_{\text{C}}}{g_{m}R_{\text{E}}+1}}\approx -{\frac {R_{\text{C}}}{R_{\text{E}}}},}
где {\displaystyle g_{m}R_{\text{E}}\gg 1} .
Појачање напона зависи скоро искључиво од односа отпорника {\displaystyle R_{\text{C}}/R_{\text{E}}} и непредвидиве карактеристике транзистора. На тај начин се побољшавају карактеристике изобличења и стабилности кола на рачун смањења појачања.
(Иако се ово често описује као „ негативна повратна спрега “, пошто смањује појачање, подиже улазну импедансу и смањује изобличење, оно претходи проналаску појачивача негативне повратне спреге и не смањује излазну импедансу нити повећава пропусни опсег, као прави појачавач са негативном повратном спрегом би урадио.)

## Карактеристике
На ниским фреквенцијама и коришћењем поједностављеног хибридног пи модела, могу се извести следеће карактеристике малог сигнала.
|                          | Дефиниција                                                                          | Израз                                                                            | Израз                              |
| Са емитером дегенерација | Дефиниција                                                                          | Без емитера дегенерација; тј. {\displaystyle R_{\text{E}}\,} = 0                 |                                    |
| ------------------------ | ----------------------------------------------------------------------------------- | -------------------------------------------------------------------------------- | ---------------------------------- |
| Појачање струје          | {\displaystyle A_{\text{i}}\triangleq {\frac {i_{\text{out}}}{i_{\text{in}}}}\,}    | {\displaystyle \beta \,}                                                         | {\displaystyle \beta }             |
| Појачање напона          | {\displaystyle A_{\text{v}}\triangleq {\frac {v_{\text{out}}}{v_{\text{in}}}}\,}    | {\displaystyle -{\frac {\beta R_{\text{C}}}{r_{\pi }+(\beta +1)R_{\text{E}}}}\,} | {\displaystyle -g_{m}R_{\text{C}}} |
| Улазна импеданса         | {\displaystyle r_{\text{in}}\triangleq {\frac {v_{\text{in}}}{i_{\text{in}}}}\,}    | {\displaystyle r_{\pi }+(\beta +1)R_{\text{E}}\,}                                | {\displaystyle r_{\pi }}           |
| Излазна импеданса        | {\displaystyle r_{\text{out}}\triangleq {\frac {v_{\text{out}}}{i_{\text{out}}}}\,} | {\displaystyle R_{\text{C}}\,}                                                   | {\displaystyle R_{\text{C}}}       |

Ако отпорник дегенерације емитера није присутан, онда {\displaystyle R_{\text{E}}=0\,\Omega }, а изрази се ефективно поједностављују на оне дате у крајњој десној колони (имајте на уму да је појачање напона идеална вредност; стварно појачање је донекле непредвидиво). Очекивано, када {\displaystyle R_{\text{E}}\,} се повећава, повећава се улазна импеданса и појачање напона {\displaystyle A_{\text{v}}\,} смањено је.

### Пропусни опсег
Пропусни опсег појачала са заједничким емитером има тенденцију да буде низак због високе капацитивности која је резултат Милеровог ефекта . Паразитска капацитивност база-колектор {\displaystyle C_{\text{CB}}\,} изгледа као већи паразитски кондензатор {\displaystyle C_{\text{CB}}(1-A_{\text{v}})\,} (где {\displaystyle A_{\text{v}}\,} је негативан) од базе до земље . Овај велики кондензатор у великој мери смањује пропусни опсег појачала јер чини временску константу паразитног улазног RC филтера {\displaystyle r_{\text{s}}(1-A_{\text{V}})C_{\text{CB}}\,} где {\displaystyle r_{\text{s}}\,} је излазна импеданса извора сигнала спојеног на идеалну базу.
Проблем се може ублажити на неколико начина, укључујући:
- Смањење величине појачања напона {\displaystyle \left|A_{\text{v}}\right|\,} (нпр. коришћењем дегенерације емитера).
- Смањење излазне импедансе {\displaystyle r_{\text{s}}\,} извора сигнала повезаног са базом (нпр. коришћењем емитера или неког другог пратиоца напона ).
- Користећи каскодну конфигурацију, која умеће бафер струје ниске улазне импедансе (нпр. заједнички базни појачавач) између колектора транзистора и оптерећења. Ова конфигурација држи напон колектора транзистора отприлике константним, чиме се појачање од базе до колектора чини нула и стога (идеално) уклања Милеров ефекат.
- Коришћење топологије диференцијалног појачала као што је емитерски следбеник који покреће појачало са уземљеном базом; све док је емитерски следбеник заиста појачало са заједничким колектором, Милеров ефекат се уклања.

Милеров ефекат негативно утиче на перформансе појачала са заједничким извором на исти начин (и има слична решења). Када се наизменични сигнал примени на транзисторски појачавач, он узрокује да основни напон VB флуктуира у вредности на AC сигналу. Позитивна половина примењеног сигнала ће изазвати повећање вредности VB, овај обрт ће повећати струју базе IB и изазвати одговарајуће повећање струје емитера IE и струје колектора IC. Као резултат тога, напон емитера колектора ће бити смањен због повећања пада напона на RL. Негативна алтернација AC сигнала ће изазвати смањење IB-а, ова акција затим узрокује одговарајуће смањење IE кроз RL.
Такође се назива појачавачем са заједничким емитером зато што је емитер транзистора заједнички за оба кола улазно и излазно. Улазни сигнал се примењује између уземљења и базе транзистора. Излазни сигнал се појављује између масе и колектора транзистора. Пошто је емитер повезан са земљом, заједнички је за сигнале, како улазне, тако и излазне.
Коло са заједничким емитером је најчешће коришћено од појачивача са биполарним транзисторима. У поређењу са заједничком базом, има већу улазну и нижу излазну импедансу. Једноструко напајање се лако користи за поларизацију. Такође, обично се постижу већа напонска и снага појачања при раду у заједничком емитеру.
Појачање струје у заједничком емитеру се добија струја базе и колектора. Зато што врло мала промена базне струје изазива велику промену колекторске струје, појачање струје (β) је увек веће од јединице за заједничко емитерско коло, а типична вредност је око 50.

## Апликације

### Појачавач напона ниске фреквенције
Типичан пример употребе појачавача са заједничким емитером приказан је на слици 3.
Улазни кондензатор C уклања било коју једносмерну компоненту улаза, а отпорници R1 и R2 покрећу транзистор тако да ће остати у активном режиму за цео опсег улаза. Излаз је обрнута копија наизменичне компоненте улаза која је појачана односом RC / RE и померена за износ који одређују сва четири отпорника. Пошто је RC често велики, излазна импеданса овог кола може бити превисока. Да би се ублажио овај проблем, RC се држи што је могуће ниже , а појачало је праћено бафером напона попут емитера .

### Радио
Појачала са заједничким емитером се такође користе у радио-фреквентним колима, на пример за појачавање слабих сигнала које прима антена. У овом случају уобичајено је заменити отпорник оптерећења подешеним колом. Ово се може урадити да би се пропусни опсег ограничио на уски опсег усредсређен око предвиђене радне фреквенције. Што је још важније, то такође омогућава колу да ради на вишим фреквенцијама јер се подешено коло може користити за резонирање било каквих међуелектродних и лутајућих капацитивности, које нормално ограничавају фреквенцијски одзив. Заједнички емитери се такође обично користе као појачала са ниским нивоом шума .

### Аудио
Појачала са заједничким емитером се такође користе за аудио појачала. На пример, у њему је представљена уради сам или хобистичка примена појачала са заједничким емитером. 